# Jo Myong-rok
Jo Myong-rok né le 12 juillet 1928, mort le 6 novembre 2010, est un Chasu (vice-maréchal de l'Air) de l'Armée populaire de Corée et un des principaux dirigeants militaires de la Corée du Nord, .
Il est aussi connu car c’est le premier haut gradé à s’être rendu à Washington.

## Biographie
Il est né le 12 juillet 1928 en Mandchourie, dans une famille originaire de la province du Hamgyong du Nord. Il rejoint l'Armée populaire coréenne en décembre 1950. Diplômé de l'école d'aviation, il commande pendant la guerre de Corée, une unité d'aviation,. Il devient ensuite chef d'état-major de l'armée de l'air nord-coréenne,.
Fidèle de Kim Il-sung (1912-1994), il sera l'une des personnes clés du régime pour que son fils Kim Jong-il puisse lui succéder,. Il restera une des principales personnalités du régime (dans la lignée de la politique du son'gun qui donne le pouvoir à l’armée).
Il a connu une promotion rapide dans l’appareil du régime, de la 89e place (en 1994), il devient le 3e du régime (en 2000).
En 1998, il est nommé premier vice-président de la Commission de Défense nationale.
En octobre 2000, il est le premier responsable militaire nord-coréen à se rendre à Washington et il est reçu à la Maison Blanche  dans le bureau ovale par le président Bill Clinton, au cours de cette rencontre il remet une invitation de Kim Jong-il pour venir en Corée du Nord.
En 2009, il avait été nommé premier vice-président de la Commission de la Défense nationale, directeur général du Bureau politique de l'Armée populaire de Corée. Dans le passé, il avait été commandant des forces de défense aérienne.
Le 6 novembre 2010, il meurt d'une crise cardiaque, à l'âge de 82 ans, un mois après avoir été élu au Comité permanent du Bureau politique.